# Augusta av Cambridge
Prinsessan Augusta av Cambridge, född 19 juli 1822 i Hannover, död 5 december 1916 i Neustrelitz, var en medlem av det brittiska kungahuset. Hon var storhertiginna av Mecklenburg-Strelitz 1860–1904 som gift med storhertig Fredrik Vilhelm av Mecklenburg-Strelitz.

## Biografi
Augusta var dotter till Adolf, hertig av Cambridge (1774–1850) och Augusta av Hessen-Kassel (1797–1889).
Den 28 juni 1843 gifte sig  Augusta på Buckingham Palace i London med sin kusin, storhertig Fredrik Vilhelm av Mecklenburg-Strelitz (1819–1904). Hon blev storhertiginna när maken efterträdde sin far 1860. Hon tillbringade större delen av sitt liv i Tyskland men besökte regelbundet sin mor i England och deltog i den brittiska societeten.
Augusta ansågs vara en rättfram person, som med skarpsynthet och humor livet igenom kommenterade händelserna i Mecklenburg-Strelitz, Berlin och London i brev till systern Mary Adelaide av Cambridge och senare till systerdottern Mary av Teck, gift med Georg V av Storbritannien.

## Barn
1. Son utan namn (1845–1845)
2. Adolf Fredrik V av Mecklenburg-Strelitz (1848–1914), gift med Elisabeth av Anhalt (1857–1933)

## Galleri

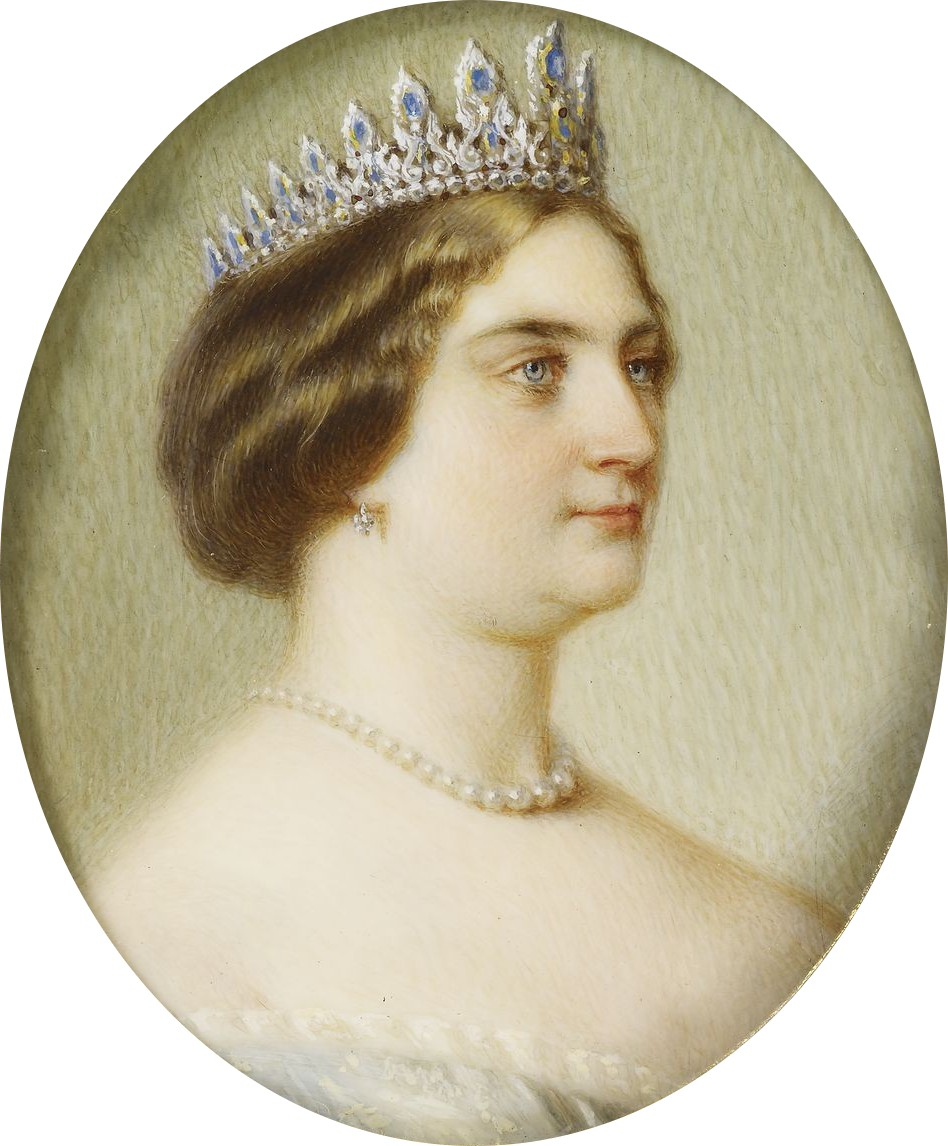
Augusta av Cambridge 1861.